# Буди-Носалевіцькі
Буди-Носалевіцькі (пол. Budy Nosalewickie) — село в Польщі, у гміні Пшедбуж Радомщанського повіту Лодзинського воєводства.
Населення — 115 осіб (2011).
У 1975-1998 роках село належало до Пйотрковського воєводства.

## Демографія
Демографічна структура станом на 31 березня 2011 року:
|          | Загалом | Допрацездатний вік | Працездатний вік | Постпрацездатний вік |
| -------- | ------- | ------------------ | ---------------- | -------------------- |
| Чоловіки | 58      | 12                 | 37               | 9                    |
| Жінки    | 57      | 8                  | 29               | 20                   |
| Разом    | 115     | 20                 | 66               | 29                   |